# Kincses Gyula
Kincses Gyula (Záhony, 1952. augusztus 6. –) magyar orvos, politikus, országgyűlési képviselő, 2019 és 2023 között a Magyar Orvosi Kamara (MOK) elnöke.

## Életpályája
Pedagógus szülők (Kincses Gyula és Hagymássy Ilona) egyetlen gyermekeként Debrecenben nevelkedett. Érdeklődési körét, világlátását meghatározták iskolái, kiemelten a debreceni Tóth Árpád Gimnázium tanárai: Kovács Gáborné, Móré Mihályné és Velényi Rudolf.
Az orvosi diploma megszerzése után fül-orr-gégész szakorvosként dolgozott, 1991-1992-ben a DOTE Informatikai Laboratórium vezetője. 1991 és 1998 között a GYÓGYINFOK igazgatóhelyettese. 1998 és 2001 között az első Orbán-kormány alatt a Miniszterelnöki Hivatalban, a Kormányzati Stratégiai Elemző Központban, majd a miniszteri kabinetben a kormányfő tanácsadója volt. 2001–2010 között a MEDINFO, majd ennek jogutódaként az Egészségügyi Stratégiai Kutatóintézet (ESKI) főigazgatója. Közben 2007 októbere és 2008 májusa között a második Gyurcsány-kormány egészségügyi államtitkára volt.
A Magyar Orvosi Kamarán belül szerveződött Újratervezés orvoscsoport tagja lett. 2019. november 30-án a Magyar Orvosi Kamara elnökévé választották. (Kincses 202 szavazatot kapott, a 16 év után leköszönő Éger István pedig 120-at.)

## Politikai pályája
A Magyar Demokrata Fórum alapító tagja, majd 1990 és 1994 között országgyűlési képviselő volt az MDF színeiben. 1996-ban volt MDF-es társakkal együtt a Magyar Demokrata Néppárt (MDNP) alapító tagja. Ennek eljelentéktelenedése után az MDF-es újraegyesülésben nem vett részt, azóta párton kívüli szakpolitikus.

## Főbb szakmai referenciák
- 1991. Meghatározó részvétel a „Cselekvési Program” ( a rendszerváltás egészségügyi programjának) kidolgozásában
- 1992. A háziorvosi rendszer szervezési és finanszírozási elveinek kidolgozása, a bevezetés koordinálása
- 1993. A szakellátás finanszírozási reformjának szervezése, koordinálása, a HBCs rendszer bevezetése. Az előkészítés a GYÓGYINFOK munkája volt (Kiemelten: Bordás István és Jávor András).
- 1997. A kötelező egészségbiztosítás ellátásairól szóló 1997. évi LXXXIII. törvényben a természetbeni ellátások fejezet tartalmi összeállítása
- 1996–1998. A Misszió Modell (magyar fejkvóta alapú forrásallokációs modellkísérlet) csoportos kidolgozása
- 1999–2000. A fakultatív co-paymenten és egyéni egészségügyi megtakarítási számlarendszeren alapuló szolgáltatásbővítési rendszer kidolgozása (nem valósult meg)
- 2002. A Fodor József Cselekvési Program (szakmai reformprogram) előkészítése
- 2008. Részvétel az egészségbiztosítási pénztárakról szóló a 2008. évi I. törvény kidolgozásában, vitájában
- 2009. Az új egészségügyi turisztikai koncepció elkészítése[5]

## Lényegesebb kiadványok, könyvek, könyvrészletek, önálló supplementumok
- A magyar egészségügy finanszírozási és strukturális rendszere LAM, 1991 augusztus, melléklet
- Kincses Gy. – Lipták M.: Mindennapi segítségünk: a számítógép Kezdő egészségügyi felhasználók könyve Debrecen, 1992, Euronet Informatikai Kft. ISBN 963 85 104 04
- Az egészségügy átalakításának feladatai 1992-1994, LAM, 1992 szeptember, melléklet
- Einige Fragen der Umgestaltung der Gesundheitsdienste WHO Regional Office for Europe ICP/PHC 216C/9
- Kékes E. – Kincses Gy. – Várhelyi T.: Egészségügyi Informatika Budapest, 1993, Springer Hungária ISBN 9637922792
- Medicine and Health Care Into the Twenty-First Century Ed. by S.K. Majumdar, L.M. Rosenfeld et al In: The Future of the Hungarian Model. Gy. Kincses (505-517 p.) The Pennsylvania Academy of Science, 1995. ISBN 0945809-11-5
- The Process of Restructuring Hungarian Health Care, Budapest, 1994, Ministry of Welfare
- DRÁGA Egészségünk, Budapest, 1994, Praxis Server Kft.[6]
- Egészségpolitikai ábragyűjtemény, Praxis Server, 1996, Budapest)
- Az Egészségügyi Indikátorok alkalmazásának kézikönyve. HSI-HUN project. Szerk. Kincses Gyula. Budapest, 1996, Alfa Ny., 150 p.
- Az egészségügyi informatika alapjai. Kézirat. Jegyzet a Széchenyi István Főiskola számára. Győr, 1996; 59 p., belső sokszorosítás
- MEH ITB: Az INTERNET technika alkalmazása a kormányzati munkában. (Társszerző csoportmunkában) Budapest, 1997, Miniszterelnöki Hivatal
- European Health Care Reform: Analysis of current strategies Editted and written by Richard B. Saltman and Joseph Figueras (WHO regional publications. European series; No. 72) An appropriate role for cost sharing 18 p., ISBN 92 890 1336 2 1997, Koppenhága
- Egészség (?) – Gazdaság (?) Praxis Szerver, 2000, Budapest[7]
- A „köz” és a „magán” új együttélése az egészségügyben. Praxis Szerver, 2002, Budapest[8]
- Magyarország egészségügye és szociális rendszere (szerk) ESKI, 2005. ISBN 963 86789 5 X. www.eski.hu
- Egészségügyi rendszerek az Európai Unió régi tagállamaiban; szerk. Borbás Ilona, Kincses Gyula; ESKI, Budapest, 2007
- Egészségpolitikai ábragyűjtemény, 2010,[9]